# Rodalbe
Rodalbe là một xã trong vùng Grand Est, thuộc tỉnh Moselle, quận Château-Salins, tổng Albestroff. Tọa độ địa lý của xã là 48° 54' vĩ độ bắc, 06° 42' kinh độ đông. Rodalbe nằm trên độ cao trung bình là 245 mét trên mực nước biển, có điểm thấp nhất là 226 mét và điểm cao nhất là 290 mét. Xã có diện tích 10,57 km², dân số vào thời điểm 1999 là 181 người; mật độ dân số là 17 người/km².

## Thông tin nhân khẩu
| 1962 | 1968 | 1975 | 1982 | 1990 | 1999 |
| ---- | ---- | ---- | ---- | ---- | ---- |
| 196  | 201  | 168  | 196  | 182  | 181  |